# Jar Jar Binks
Jar Jar Binks é um personagem ficcional de Star Wars, da raça dos Gungan.
Um dos protagonistas de Star Wars: Episódio I - A Ameaça Fantasma, teve também um papel menor em Episódio II - Ataque dos Clones e uma aparição com uma linha de diálogo no Episódio III - A Vingança dos Sith, assim como um papel na série de televisão The Clone Wars. No primeiro filme, o personagem habitava as profundezas dos pântanos do fictício planeta de Naboo. Após ser banido do convívio de seu povo, o medroso e atrapalhado Jar Jar Binks foi salvo pelo Mestre Jedi Qui-Gon Jinn e, como retribuição, decide dar a sua vida por ele. Passa, então, a acompanhar Qui-Gon e seu então padawan Obi-Wan Kenobi. Após salvar o seu planeta natal durante a invasão de Naboo e garantir um tratado de paz entre os humanos e os gungans, Binks foi eleito Senador da República, representando seu povo no Senado Galáctico.
O objetivo principal de Jar Jar no Episódio I era fornecer alívio cômico para a audiência, mirando especialmente as crianças. No lançamento do filme, a recepção do personagem pelo público e pela crítica foi majoritariamente negativa, simbolizando para muitos tudo que tinha de errado nas prequelas (personagens pouco desenvolvidos, totalmente gerados por computador e de pouca empatia).